# Mehida
Mehida est un groupe finlandais de death metal mélodique, actif entre 2006 et 2009.

## Histoire
Mehida est formé en 2006 par Mikko Härkin, à cette période ex-claviériste de Sonata Arctica, et composé de Markus Niemispelto (batterie), Henning Ramseth (guitare), Olli Tanttu (guitare), Toni Mäki-Leppilampi (basse) et Thomas Vikström (Therion, Stormwind, ex-Candlemass) au chant. En juin 2007, le groupe signe avec Napalm Records.
Le premier album de Mehida, Blood and Water, sort le 22 août 2007 en Finlande, le 31 août 2007 en Europe, et le 11 septembre 2007 aux États-Unis, chez Napalm Records. Durant la semaine du 27 août 2007, Blood and Water atteint la 23e place du top 40 finlandais. En 2008, le groupe termine l'enregistrement d'un nouvel album. Un an plus tard sort le deuxième et dernier album du groupe, The Eminent Storm, en 2009. Le projet Mehida ne semble plus montrer signe d'activité depuis cette date.

## Discographie
- 2007 : Blood and Water (Napalm Records)
- 2009 : The Eminent Storm (Bullroser Records)